# Осјечка ударна бригада
Осјечка ударна бригада НОВЈ формирана је 1. марта 1944. године од првог батаљона бившег противчетничког батаљона 6. корпуса, другог батаљона издвојеног из Диљског НОП одреда и трећег батаљона састављеног од бораца из Пожешког НОП одреда. Четврти батаљон је формиран 20. августа 1944. од новопридошлих бораца. Након фомирања укључена је у састав 12. ударне дивизије односно 6. корпуса НОВЈ.
Први командант Осјечке бригаде био је Милан Јока, касниије проглашен за народног хероја.
У мају 1944. у саставу бригаде формирана је Руска чета, а од августа батаљон, састављен од држављана Совјетског Савеза. Неко је време у саставу бригаде деловала и Немачка чета „Ернст Телман”, чији је број према извештају штаба 6. славонског корпуса од 10. августа 1944. бројао 50 људи.

## Ратни пут бригаде
Совјетски борци бригаде у више наврата су били похваљени због истицања у биткама у документима 12. славонске дивизије и 6. корпуса НОВЈ-а. У извештају штаба корпуса, упућеног 13. јуна 1944. Главном штабу Народноослободилачке војске и партизанских одреда Хрватске, забележено је да је цела „Руска чета, која је својим противнападима на непријатеља највише придонела изласку из окружења јединица Осјечке бригаде”, а која је 29. маја 1944. упала у непријатељску заседу на подручју између села Чаглин и Стари Микановци.
Бригада је током септембра и октобра у саставу операција 6. славонског и 10. загребачког корпуса учествовала у борбама за ширење ослобођене територије око Вировитице. Тако је 4. и 5. октобра заједно са 12. славонском бригадом ослободила Вировитицу, а 12. октобра Ђурђевац. Од 13. до 17. октобра учествовала је у покушају ослобођења Копривнице. Дана 13. новембра ослободила је Пишкоревце, што је била њена највећа победа током рата. Од 17. до 24. новембра учествовала је у борбама НОВЈ за Нашице.
Током формирања Сремског фронта у првој половини децембра 1944, бригада се сукобљавала с надолазећим немачким јединицама. Када је Вермахт покренуо офанзиву на Вировитички мостобран јануара 1945, Осјечка бригада је учествовала у одбрани Ђурђеновца и Нашица. Падом мостобрана у фебруару, бригада се с осталим јединицама НОВЈ пребацила на мађарску страну, у Барч. Након офанзиве Вермахта на мађарску страну у склопу Операције Вукодлак, бригада је пребачена у Барању, где је у марту 1945. учествовала у бици за Болман.
Након пробоја Сремског фронта, Осјечка бригада је 12. априла форсирала Драву код Сарваша, док је наредног дана њен 4. батаљон заједно са 7. бригадом и 36. дивизијом ослободио Јосиповац, наставивши према Осијеку. За то су време у ноћи са 13. на 14. април, 1. и 3. батаљон Осјечке бригаде ушли први у Осијек, а за њима око 5 ујутро Седма и 12. војвођанска бригада. У ослобођеном Осијеку, бригада је остала до 22. априла, у резерви 3. армије ЈА, када је пребачена у састав 12. славонске дивизије и укључена у завршне операције за ослобођење Југославије. Свој ратни пут, Осјечка бригада је завршила у Дравограду 15. маја 1945. године, опкољавањем остатака усташко-домобранских снага.

## Национални састав бригаде
Према подацима стожера 12. славонске дивизије, од 1. јула 1944. у Осјечкој бригади било је 939 људи, и то: Срби 417, Хрвати 338, држављани СССР-а 102, Немци 29, Чеси и Словаци 13, Пољаци 11, Мађари 7, Италијани 6, Словенци 5, Украјинци 5, Јевреји 3, Муслимани 3.
Према подацима 1. августа 1944. године у Осјечкој бригади било је 1052 борца, и то: Срби 442, Хрвати 352, држављани СССР-а 147, Немци 50, Италијани 18, Чеси и Словаци — 14, Пољаци 9, Украјинци 7, Муслимани 4, Словенци 4, Мађари 3, Јевреји 2.
Према подацима штаба дивизије 1. децембра 1944. године, у Осјечкој ударној бригади било је 1717 бораца, и то: Хрвати 826, Срби 362, држављани СССР-а 258, Италијани 157, Украјинци 36, Муслимани 23, Чеси и Словаци 22, Мађари 13, Немци 7, Пољаци 7, Словенци 4, Јевреји 1, Црногорци 1.

## Споменик бригади
Године 1979. године у селу Слободна Власт крај Левањске Вароши свечано је био отворен споменик Осјечкој ударној бригади. Споменик је уништен почетком 1990-их.

## Командни састав
Команданти:
- Миливој Бабац - Обилић (погинуо 13. 11. 1944. у селу Пишкоревцима)
- Милан Бобић (погинуо 21. 2. 1945. у Барањи, несретним случајем)
- Ђоко Чанаглић (умро 1981)
- Милан Јока
- Фрањо Шљиварић

Политички комесари: 
- Маријан Грозај (умро после рата)
- Антун Малић - Броцо
- Стево Вјештица (погинуо маја 1944. на Диљу)

Начелници штаба:
- Милан Бобић
- Јурај Давила (погинуо 14. 12. 1944. у селу Широко Поље)
- Миле Главаш
- Јовица Продановић